# Форсайт, Джордж
Джордж Алекса́ндер Форса́йт (англ. George Alexander Forsyth; 7 ноября 1837 — 12 сентября 1915) — офицер армии США,  участник Гражданской войны и индейских войн.

## Биография
Джордж Форсайт родился в городе Манси, штат Пенсильвания. После окончания учёбы в высшей школе города Канандейгуа он переехал в Иллинойс.
Во время Гражданской войны сражался на стороне северян. 18 сентября 1861 года был произведён в чин первого лейтенанта волонтёров. В феврале 1862 года получил звание капитана, а 1 сентября 1863 года становится майором. Участвовал в кампании Филипа Шеридана в долине Шенандоа осенью 1864 года.
13 марта 1865 года получил звание бригадного генерала. После окончания Гражданской войны Джордж Форсайт продолжил службу в регулярной армии и был назначен майором 9-го кавалерийского полка. В течение лета 1868 года генерал Филип Шеридан направил несколько скаутов следить за действиями индейцев западного Канзаса. Разведчики посетили несколько лагерей лакота и шайеннов и собрали необходимую для Шеридана информацию. В ней сообщалось о численности воинов, их лидерах, количестве лошадей, качестве вооружения и месторасположении индейцев. В конце августа того же года Шеридан приказал Джорджу Форсайту собрать отряд из 50 жителей фронтира для разведки против враждебных индейцев. 10 сентября команда Форсайта покинула форт Уоллес и отправилась на поиски враждебных индейцев, разведчики были вооружены последними моделями многозарядных карабинов и армейскими кольтами, прихватив с собой большое количество боеприпасов.
Ранним утром 17 сентября молодые шайеннские воины украли часть лошадей у скаутов. Форсайт быстро организовал погоню за конокрадами. В результате отряд армейских разведчиков был окружён большим количеством индейских воинов. Форсайт форсировал реку Арикари и оказался на небольшом острове. Скауты выкопали окопы и сделали брустверы из убитых лошадей и мулов. Отразив первую атаку индейцев, во время которой люди Форсайта понесли серьёзные потери, а сам майор был дважды ранен, они окончательно укрепились на острове, закончив делать укрытия. Нескольким скаутам удалось незаметно покинуть остров и отправиться за помощью в форт Уоллес. Оставшиеся разведчики были вынуждены питаться гнилым мясом лошадиных трупов и пить мутную воду.
25 сентября солдаты капитана Луиса Карпентера из 10-го кавалерийского полка освободили людей Форсайта и через день они отправились в форт Уоллес, куда прибыли 30 сентября 1868 года. Сражение отряда Форсайта с индейцами стало известно как Битва на Бичер-Айленд.
23 апреля 1885 года в форте Боуи, Аризона, Форсайт женился на двадцатидвухлетней Натали Седжвик Бомонт. Он уволился из армии в марте 1890 года в звании полковника.
Джордж Форсайт скончался в городе Рокпорт, штат Массачусетс, и был похоронен на Арлингтонском военном кладбище.